# أريد أن أعرف ما هو الحب (أغنية)
أريد أن أعرف ما هو الحب (I Want to Know What Love Is) هي أغنية إيقاعية لفرقة الروك البريطانية الأمريكية فوريجنر تعد أفضل إنجاز للفرقة حتى الآن. تم إصدارها في نوفمبر 1984 كأغنية رئيسية لألبومهم الخامس Agent Provocateur.
حلت الأغنية في المرتبة الأولى في كل من المملكة المتحدة والولايات المتحدة. كما لا تزال واحدة من أكثر أغانيهم شهرة ونجاحاً في الراديو، حيث صنفت أفضل 25 أغنية في عام 2000 و 2001 و2002 على مخطط تصنيف مجلة بيلبورد ((Adult Contemporary (chart). كما اكتسبت إشادة النقاد، لتدرج كواحدة في المرتبة 479 لأعظم الأغاني في قائمة رولينغ ستون لكل العصور.